# 木馬

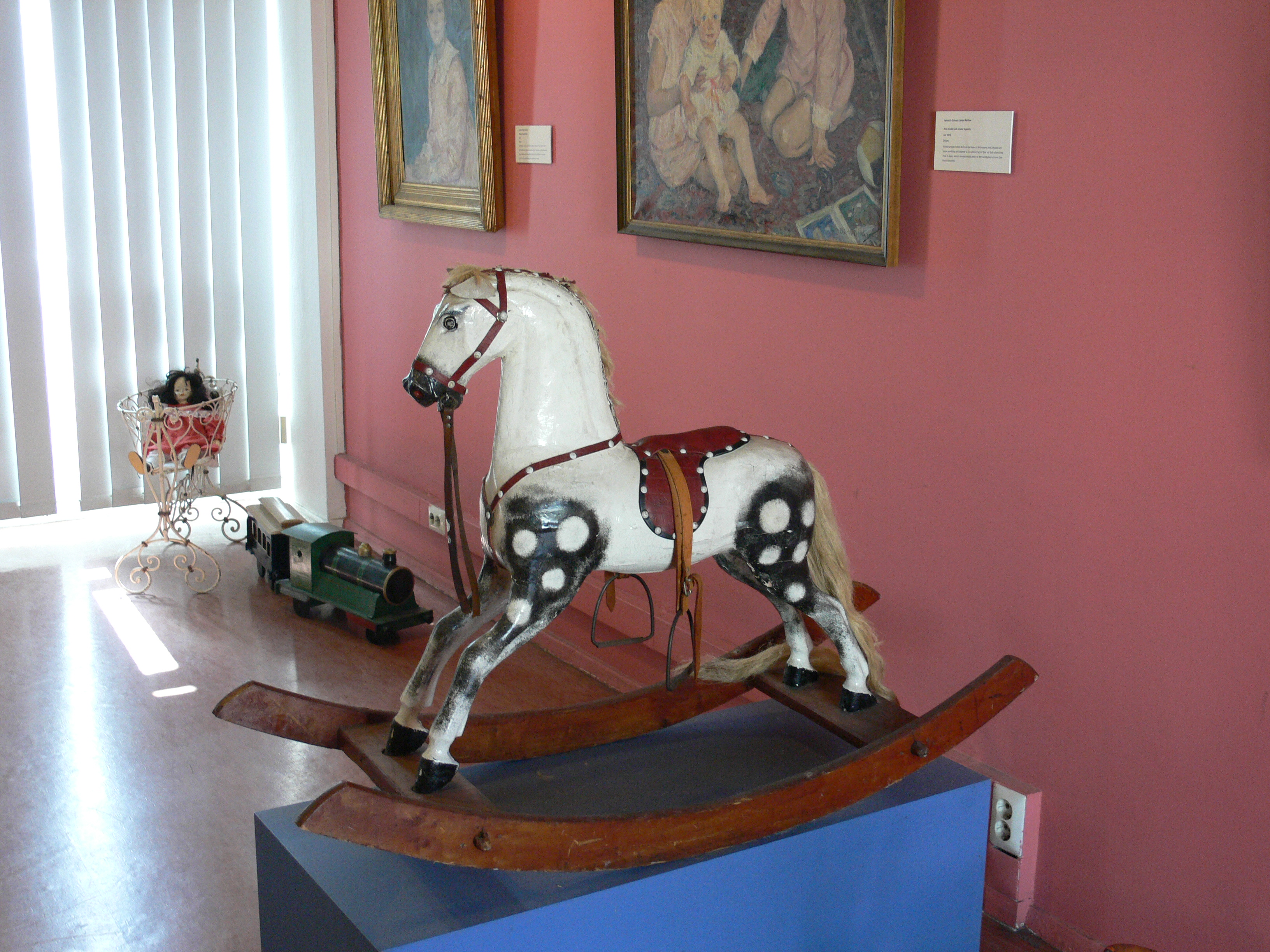
ベルリン博物館に展示されているオーソドックスな揺り木馬

木馬（もくば）は、木で作られた馬、特に子供のための玩具として作られたものを指す。馬を模した玩具は紀元前から存在するもので、また世界中で広く例が見られる。玩具としての「木馬」は、子供がその背にまたがって後に揺らして遊ぶもの（rocking horse、揺り木馬）と、長い棒の先に馬の頭をつけ、棒の部分にまたがって遊ぶもの（hobby horse、棒馬）の二種類に大別されるが、揺り木馬のように全体が馬の形をしたものでも前後に動かないもの、車輪がついていて引っ張って遊ぶものなどもある。

## 揺り木馬

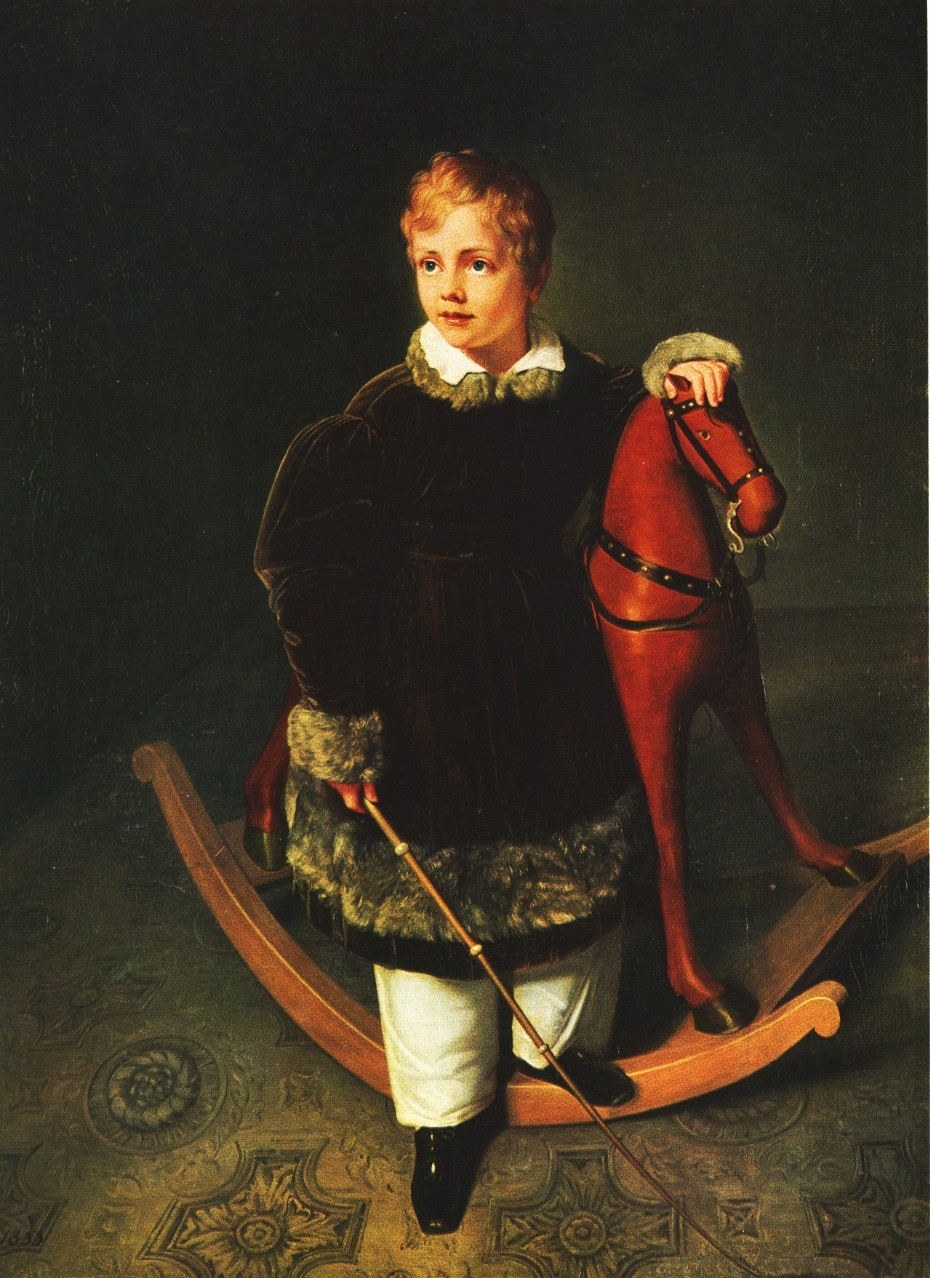
カール・クリスチャン・フォーゲル・フォン・フォーゲルシュタイン画 『幼アルベルト・フォン・ザクセンの肖像』（1833年）

子供が背に乗って揺り動かすための木馬は、木製の玩具としては歴史的に最も古いと考えられ、その源流は紀元前5世紀までさかのぼることができる。玩具史家アントニア・フレーザーによれば、この頃のギリシャの政治家・軍人アルキビアデス（紀元前450年 - 同404年）なる人物が、自分の子供にまたがって遊ぶための木馬を与えているという。同時期の古代エジプト・オクシリンコス遺跡からも木製の馬が発掘されており、もともとは車輪が付いていたものと推測されている。紀元500年にはイギリス、フランス、ドイツ諸国に木馬があったが、これには地中海世界を広く征服したローマ帝国の遊戯文化が背景をなしていると考えられる。
戦士や兵隊への憧れもあり、木馬は中世から近世にかけても子供に人気のある玩具であった。現在よく見られる、弓形の台に乗ったタイプの揺り木馬は、19世紀初頭のヨーロッパにおいて広く用いられていたものである。こうした木馬の生産は、19世紀半ばから工業化され大量生産されるようになった。
日本においては武士の子弟が乗馬の訓練を行うための木馬が古くから存在しており、戦国時代の武将・武田信玄が、その幼少期に自分の木馬に取り憑いた物の怪を退治したという伝説もある。この種の木馬は厚板で作られており、手綱や鐙をつけ、これを使って鞭の当て方や乗り降りなどの練習をした。鞍を掛けておく道具としても用いられ「鞍掛」と呼ばれている。このように乗馬を習うために木馬を用いる例は中国にもあったという。上述のような揺り木馬が入ってくるのは明治時代であり、当初はもっぱら上流階級の家庭で用いられていた。
2014年現在、ギネスブックには世界最大の揺り木馬として、イスラエル・カディマのOfer Morという人物によって制作された、長さ7.6メートル、幅3.22メートル、高さ6.10メートルの巨大木馬が登録されている（2010年登録）。

## 棒馬（ホビー・ホース）

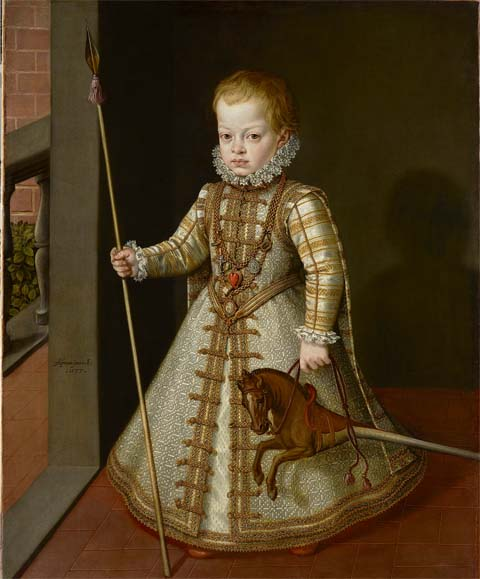
アロンソ・サンチェス・コエリョ画『幼きドン・ディエゴの肖像』（1577年）。左手に棒馬を持っている。

棒馬（{Hobby horse）と呼ばれる、棒の先に馬の頭をつけた木馬も古くから存在しているもので、古代ギリシャの哲学者ソクラテスの家にもあったという。中世ヨーロッパの木版画や彫刻にも頻繁に現われており、中世世界全体に広く普及していたことがわかる。ヨーロッパではトランペットで口上を述べてホビー・ホースを売る行商がいたほどの人気ぶりで、17世紀には三十年戦争の終結を記念して作られたペニー銀貨の絵柄にも棒馬が使われた。故事によれば当時、ハプスブルク家に仕えたイタリア出身の軍人オッタヴィオ・ピッコロミニのもとに1000人あまりの子供が棒馬を持って訪れ、この記念銀貨を貰って帰っていったという。近年では、棒馬を使って馬術を模した競技がヨーロッパを中心に盛んに行われている。
ただし棒馬で揺り木馬を指す用法もある。「ホビー」（hobby）はもともと「ゆっくり歩く中小規模の馬」を意味する言葉で、14世紀においてすでに中英語 "hobyn"の形で使われていた。今日 "hobby" が「愉しみ・趣味」を意味するのは、「気晴らしをする」という意味の慣用句 "to ride one's hobby-horse"（棒馬に乗る）が転じて"hobby"の本義になった結果である。
このほか「スティック・ホース」 (stick horse)、「コック・ホース」 (cock horse) の呼び名もあり、後者の呼び方は著名なマザー・グース「木馬に乗ってバンベリー・クロスへ」 ("Ride a cock horse to Banbury Cross") にも表れている。棒馬はまた、伝統的な祭礼で踊り手が腰につけたり、仮装者が頭に被ったりする作り物の馬を意味する言葉としても用いられている。2010年からフィンランドを中心に、ホビーホースを活用した馬術を模した競技である「ホビーホーシング」も行われている。
日本にも竹を使った同様の伝統玩具があり「春駒」と呼ばれている。もともとは馬の頭がなく、単に竹の棒に紐をつけて手綱に見立てたものがはじまりで、このような玩具（「竹馬」）は平安時代にはすでに存在し、文献では『雑言奉和』（901年）に最古の言及が見られる。江戸時代中期の絵草子では、練り物の馬の頭がついた非常に凝った作りの春駒が描かれている。現在一般に「竹馬」と呼ばれている、竹竿に横木を付けてその上に乗って遊ぶ玩具も、竹竿の部分またがって遊ぶ古い「竹馬」の変形として江戸時代に現れたものである。
中国にも棒馬にあたる同様の玩具で「馬几」（マール、「お馬さん」の意）と呼ばれるものが存在しており、紀元前1世紀にすでにこのような玩具が遊ばれていた。